# DerMarr Johnson
DerMarr Miles Johnson (Washington, 5 maggio 1980) è un ex cestista statunitense, professionista nella NBA, in Italia, Asia e Sudamerica.

## Carriera
Dopo aver frequentato a livello liceale il Maine Central Institute di Pittsfield, ed in seguito il college alla University of Cincinnati, è stato scelto nel draft del 2000 al primo giro con il numero 6 dagli Atlanta Hawks, per i quali ha giocato nei primi due anni da professionista dimostrando di avere un grande potenziale, specie atletico.
Nel 2002 è stato coinvolto in un brutto incidente stradale in cui ha rischiato vita e carriera. Dopo un anno di stop forzato è tornato a calcare i campi della NBA con la maglia dei New York Knicks per poi passare ai Denver Nuggets, dove è rimasto comunque un comprimario.
Inizia a giocare nella Benetton Treviso nella stagione 2007-08, ma, a causa del suo rendimento sotto le aspettative, viene tagliato dopo poche giornate dall'inizio del campionato.
Dopo il taglio ha giocato nella D-League con gli Austin Toros, tornando nella NBA per qualche partita con i San Antonio Spurs.

## Statistiche

### College
| Anno      | Squadra             | PG | PT | MP   | TC%  | 3P%  | TL%  | RP  | AP  | PRP | SP  | PP   |
| --------- | ------------------- | -- | -- | ---- | ---- | ---- | ---- | --- | --- | --- | --- | ---- |
| 1999-2000 | Cincinnati Bearcats | 32 | 32 | 27,5 | 47,8 | 37,1 | 73,7 | 3,8 | 1,4 | 1,0 | 0,9 | 12,6 |
| Carriera  | Carriera            | 32 | 32 | 27,5 | 47,8 | 37,1 | 73,7 | 3,8 | 1,4 | 1,0 | 0,9 | 12,6 |

### NBA

#### Regular season
| Anno      | Squadra           | PG  | PT  | MP   | TC%  | 3P%  | TL%  | RP  | AP  | PRP | SP  | PP  |
| --------- | ----------------- | --- | --- | ---- | ---- | ---- | ---- | --- | --- | --- | --- | --- |
| 2000-2001 | Atlanta Hawks     | 78  | 21  | 16,8 | 37,4 | 32,3 | 73,6 | 2,3 | 0,8 | 0,6 | 0,4 | 5,1 |
| 2001-2002 | Atlanta Hawks     | 72  | 46  | 24,0 | 39,6 | 36,0 | 81,0 | 3,4 | 1,1 | 0,9 | 0,8 | 8,4 |
| 2003-2004 | N.Y. Knicks       | 21  | 1   | 13,7 | 37,1 | 36,1 | 90,3 | 1,9 | 0,5 | 0,4 | 0,3 | 5,4 |
| 2004-2005 | Denver Nuggets    | 71  | 40  | 17,4 | 49,9 | 35,8 | 79,2 | 2,1 | 1,1 | 0,6 | 0,3 | 7,1 |
| 2005-2006 | Denver Nuggets    | 58  | 21  | 15,9 | 43,1 | 35,0 | 81,0 | 1,7 | 0,9 | 0,4 | 0,4 | 6,1 |
| 2006-2007 | Denver Nuggets    | 39  | 7   | 10,7 | 32,5 | 21,6 | 76,2 | 1,5 | 0,4 | 0,4 | 0,3 | 3,5 |
| 2007-2008 | San Antonio Spurs | 5   | 0   | 5,6  | 50,0 | 33,3 | 0,0  | 0,2 | 0,2 | 0,2 | 0,0 | 3,4 |
| Carriera  | Carriera          | 344 | 136 | 17,2 | 41,1 | 33,6 | 78,9 | 2,2 | 0,9 | 0,6 | 0,4 | 6,2 |

#### Play-off
| Anno     | Squadra        | PG | PT | MP   | TC%  | 3P%  | TL% | RP  | AP  | PRP | SP  | PP  |
| -------- | -------------- | -- | -- | ---- | ---- | ---- | --- | --- | --- | --- | --- | --- |
| 2004     | N.Y. Knicks    | 3  | 0  | 5,7  | 0,0  | 0,0  | 0,0 | 0,7 | 0,7 | 0,0 | 0,3 | 0,0 |
| 2005     | Denver Nuggets | 4  | 2  | 19,5 | 55,0 | 36,4 | 0,0 | 2,0 | 0,8 | 0,5 | 0,5 | 7,3 |
| 2006     | Denver Nuggets | 3  | 0  | 11,3 | 23,1 | 10,0 | 0,0 | 3,3 | 0,7 | 0,0 | 0,3 | 2,3 |
| Carriera | Carriera       | 10 | 2  | 12,9 | 36,8 | 20,8 | 0,0 | 2,0 | 0,7 | 0,2 | 0,4 | 3,6 |

#### Massimi in carriera
- Massimo di punti: 28 vs Milwaukee Bucks (2 aprile 2002)[1]
- Massimo di rimbalzi: 10 (2 volte)
- Massimo di assist: 6 vs Portland Trail Blazers (8 gennaio 2002)
- Massimo di palle rubate: 5 vs Cleveland Cavaliers (27 gennaio 2001)
- Massimo di stoppate: 4 (4 volte)
- Massimo di tiri da tre: 6 vs Seattle SuperSonics (19 aprile 2006)
- Massimo di tiri liberi: 7 vs Seattle SuperSonics (18 gennaio 2005)

## Palmarès
- McDonald's All-American Game (1999)